# Hynek z Kolštejna
Hynek Koldštejnský z Valdštejna, zvaný též Hynek z Kolštejna či Koldštejna († 7. září 1427 Staré Město Pražské) byl český šlechtic rodu pánů z Valdštejna a husitský hejtman pražského svazu.

## Život

### Mládí
Poprvé je Hynek zmiňován v roce 1420, pokud není totožný s Heníkem z Kolštejna, zmiňovaným v letech 1401-1409 (což mohl být i jeho otec). Byl příslušníkem rodu pánů z Valdštejna, ovšem jeho genealogické zařazení je dosud sporné. Na většině listin je psán po hradu Kolštejn (v Branné v Jeseníkách) jako Hynko de Colsstain či Hynkone de Kolssteyn. Podle záznamů v jihlavské popravčí knize se Hynek pravděpodobně účastnil předhusitských bojových družin, kde získal první válečné zkušenosti.

### Husitské války
Na jaře roku 1420 byl spolu s Čeňkem z Vartemberka a Hynkem Krušinou z Lichtenburka členem panského poselstva ke králi Zikmundovi do Vratislavi. Již v létě se zúčastnil obrany Prahy proti Zikmundovým křižákům. Jeho jméno figuruje i v manifestu proti Zikmundovi. Po bitvě na Vítkově byl v čele poselstva, které nabízelo českou korunu polskému králi. Na podzim bojoval v bitvě pod Vyšehradem, poté se účastnil dalšího poselstva, které bylo vysláno do Polska koncem roku a jednalo také s litevským knížetem  Vitoldem. Na počátku roku 1422 byl zvolen jedním z devatenácti rozhodčích, kteří měli omezit vzrůstající vliv Želivského v Praze. V roce 1423 byl na svatohavelském sněmu jmenován jedním z 12 zemských správců.
Během svého života byl hejtmanem v Jaroměři, Litoměřicích (1421), Praze a Slaném (1425). V letech 1423–1424 se podílel na husitském tažení na Moravu.  
Hynek z Kolštejna se několikrát dostal do sporu se Žižkou. V roce 1425 byl ve Slaném obléhán oddíly táborsko-sirotčího svazu. V jeho družině se při bojích vyznamenali panoši Zdeněk Haramule, Jan Srna Jednooký a Petr Kamenec, kteří při tom zahynuli. Město bylo dobyto zradou radikálů mezi obyvateli města a mnoho zajatých bylo upáleno - Hynek vyvázl. Údajně byl na něj též neúspěšně spáchán atentát.
Vrcholem vojenské kariéry Hynka z Kolštejna byla účast v bitvě u Ústí nad Labem v roce 1426; zapojil se i do následného obléhání hradu v Mostě, které však skončilo fiaskem.

### Pokus o převrat a úmrtí

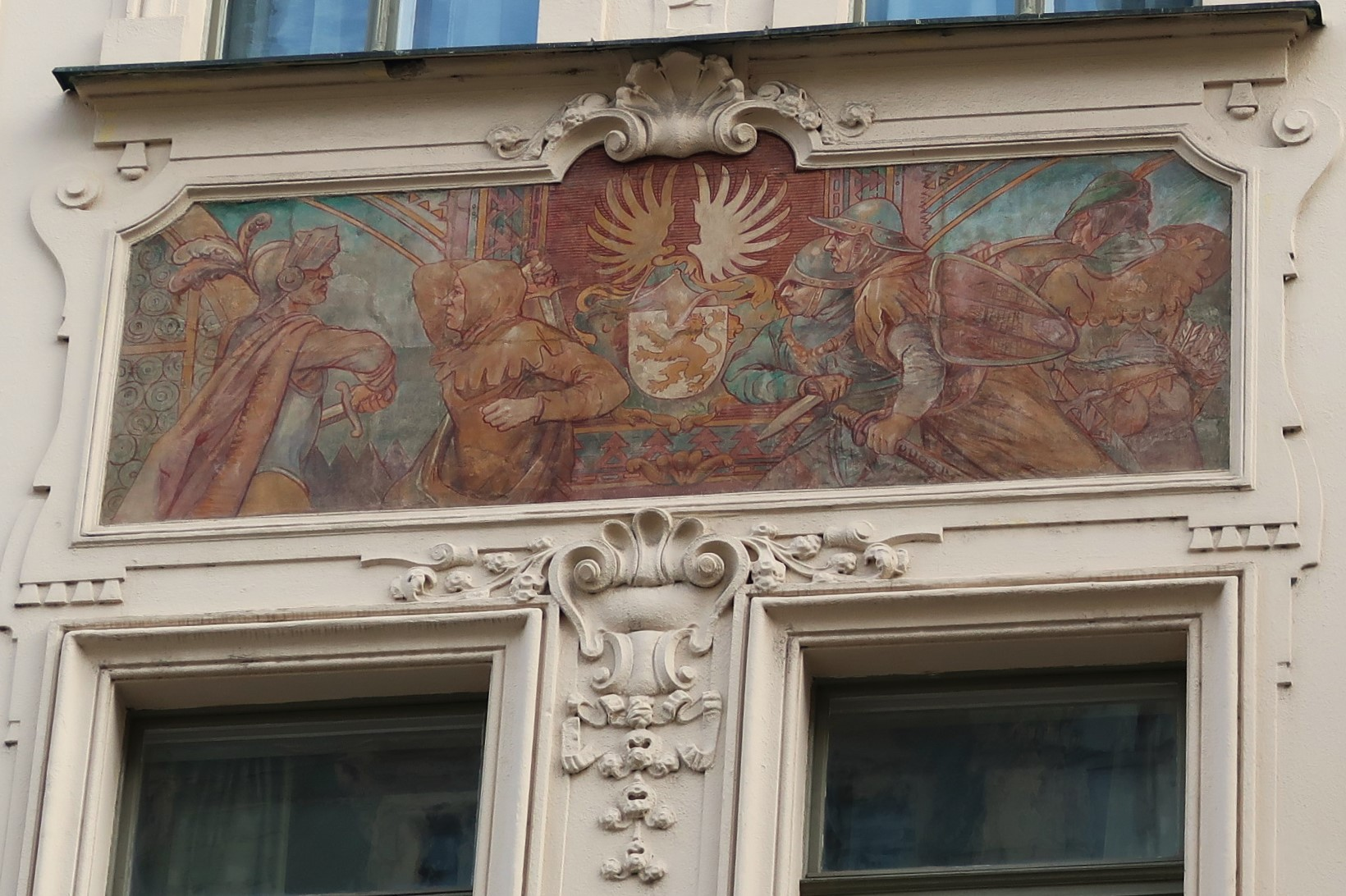
Poslední souboj Hynka z Kolštejna, freska z domu U Zlatého slona v Praze na Staroměstském náměstí 9

Hynek patřil ke konzervativnímu křídlu husitů a byl přívržencem Zikmunda Korybutoviče. Po Korybutově zajetí radikální částí Pražanů v roce 1427 požadoval jeho vysvobození, aniž by tušil, že je vězněn na Valdštejně, původně jeho rodovém sídle. Téhož roku se spolu s Janem Smiřickým zapojil do spiknutí, jehož cílem bylo provést 6. září v Praze převrat. Plán však prozradil svým pražským přátelům Vilém Kostka z Postupic, takže Rokycanova strana byla připravena a útočníci neuspěli. Hynek Koldštejnský se pokusil ukrýt v domě U Zlatého slona (čp. 609/I) na nároží Staroměstského náměstí a Dlouhé třídy, byl však druhého dne odhalen a zabit panošem Janem Makovcem z Měrunic, kterého nedávno zachránil před oběšením.
Jejich souboj je vyobrazen na fresce z roku 1905 na fasádě domu postaveného na parcele původní stavby.